# J-XX
J-XX este numele dat de către serviciile de spionaj occidentale pentru a descrie unul sau mai multe programe ale Republicii Populare Chineze pentru un avion de luptă de generația a cincea. 